# D-Edge
O D-Edge Club é uma casa noturna paulistana dedicada a novos estilos musicais e também ao underground.

## Conceito
Em 2000, o D-Edge foi inaugurado na cidade de Campo Grande, Mato Grosso do Sul, e três anos depois, devido ao sucesso do estabelecimento, o dono decidiu transferi-lo para a cidade de São Paulo. O design da casa em São Paulo foi feito pelo designer carioca Muti Randolph. O dono e diretor geral e artístico responsável pelas festas do estabelecimento é o empresário e DJ Renato Ratier.
O clube foi inaugurado em São Paulo em 22 de Abril de 2003 e recebeu muitos elogios nacionais e internacionais pelo seu sistema acústico e projeto visual, destacando-se os 3 equalizadores gráficos montados nas paredes. A casa expandiu e reinaugurou com três andares. 
Em 2009 ficou em 9º na lista "Top 100 Clubs" da revista DJ Magazine.

## Localização
A casa noturna localiza-se no bairro Barra Funda, zona oeste da cidade de São Paulo, à Alameda Olga, 170.

## Funcionários Notórios
Já trabalharam na casa o músico João Gordo, da banda Ratos de Porão, o ativista e jornalista Vinícius Yamada e o músico João Lee, filho de Rita Lee e Roberto de Carvalho.